# Партия за гражданское и патриотическое действие (Мали)
Партия гражданского и патриотического действия (фр. Parti pour l’Action Civique et Patriotique, PACP) — политическая партия в Мали, основанная Ага Самаке и его сторонниками в 2011 году.

## Участие в президентских выборах
Ага Самаке заявил о намеренье участвовать в президентских выборах в Мали 2013 года.

### Программа

#### Образование
В ходе предвыборной гонки Самаке заявил, что качественное образование должно быть не роскошью, а тем к чему должен иметь доступ каждый ребёнок, родители же не должны выбирать между покупкой еды или образованием ребёнка.

#### Ресурсы и власть
Самаке подчёркивал, что главное — добросовестное использование ресурсов и нахождение у власти честных руководителей.

### Результат
На июльских выборах за Ага Самаке проголосовало 17 464 человека (0,56 % голосов), кандидат занял 16 место.

## Участие в парламентских выборах
На выборах 2013 года партия на получила ни одного места из 147, в 2020 году организация не участвовала в парламентских выборах.

## Ценности партии
ПГПД поддерживает такие ценности, как: патриотизм, децентрализация, свободы, демократия и права человека.